# Dichistius multifasciatus
Dichistius multifasciatus är en fiskart som först beskrevs av Pellegrin, 1914.  Dichistius multifasciatus ingår i släktet Dichistius och familjen Dichistiidae. Inga underarter finns listade i Catalogue of Life.